# 小池高史
小池 高史（こいけ たかし, 1983年  - ）は、日本の社会学研究者、摂南大学現代社会学部准教授。これまでに日本大学文理学部（社会学科）助手、人間総合科学大学保健医療学部非常勤講師、九州産業大学国際文化学部日本文化学科講師、九州産業大学地域共創学部地域づくり学科准教授などを経た。専門は、老年社会学・福祉社会学など。静岡県出身、2012年9月横浜国立大学大学院環境情報学府博士課程後期修了。2015年、日本老年社会科学会奨励賞・論文賞・優秀演題賞を受賞。
横浜国立大学教育人間科学部国際共生社会課程在学中に、『現代のエスプリNo.460「モラトリアム青年肯定論」』に掲載された巻頭座談会に参加するなど、教育社会学も専門としていた。
また、横浜国立大学教授の渡部真と共著で上梓した『ユースカルチャーの社会学』では、文学作品と社会調査を横断的に分析の俎上にあげて、現代青少年の置かれた状況を、自らの経験をふまえながら、渡部真との軽妙な掛け合いによりまとめている。なお、本書では、映画のなかで描かれたユースカルチャーについてコラムを執筆しており、若者文化にも造詣が深いことがうかがえる。
さらに、質的、量的な調査を通じて「認知症」などの高齢者に焦点をあてた分析を行い、その社会的構成のありよう等まで研究領域を拡大している。近年では、自身も団地に居住しながら、団地居住高齢者と社会的孤立の関連性について研究を行っている。

## 著書

### 単著
- 『「団地族」のいま』（書肆クラルテ, 2017年）

### 共著
- （渡部真）『ユースカルチャーの社会学』（書肆クラルテ, 2011年）
- （渡部真）『青空文庫で社会学「孤独な心」をめぐる15章』（書肆クラルテ, 2014年）
- （藤原佳典）『何歳まで働くべきか？』（社会保険出版社，2016年）
- （大塚友美）ほか『人類の歩み』（文眞堂，2017年）
- （千 相哲）ほか『九州地域学』（晃洋書房，2019年）
- （山田雄三）ほか『ニュータウンのあの頃とこれから 日の里団地1971-2021』（弦書房，2022年）